# Konstantin Lifschitz
Konstantin Lifschitz (* 10. Dezember 1976 in Charkow, Ukrainische SSR) ist ein russisch-schweizerischer Pianist jüdischer Abstammung.

## Werdegang
Mit fünf Jahren kam Lifschitz an das Gnessin-Institut in Moskau. Tatjana Zelikman war seine wichtigste Lehrerin. Mit 13 Jahren gab er im Haus der Gewerkschaften (Moskau) sein erstes Konzert, das begeistert aufgenommen wurde. Zum Examen (1994) spielte er die Goldberg-Variationen, Gaspard de la nuit und Werke von Skrjabin. Seine Lehrer waren Theodor Gutman, Vladimir Tropp, Karl-Ulrich Schnabel, Fou Ts' ong, Alfred Brendel, Leon Fleisher, Rosalyn Tureck, Hamish Milne und Charles Rosen. Lifschitz hat an keinem einzigen Klavierwettbewerb teilgenommen.
Nach der Perestroika begann er in europäischen Musikzentren zu konzertieren. Er konzertierte mit großen Orchestern in der ganzen Welt, u. a. mit den Solisti Veneti, dem MDR-Sinfonieorchester, der Academy of St. Martin in the Fields, der Deutschen Staatsphilharmonie Rheinland-Pfalz, dem Konzerthausorchester Berlin, dem Mozarteumorchester Salzburg, dem Minnesota Orchestra, dem Berner Symphonieorchester, dem London Symphony, der Chicago Symphony, den New Yorker Philharmonikern und den Sankt Petersburger Philharmonikern. Dirigenten waren Andrey Boreyko, Bernard Haitink, Eliahu Inbal, Marek Janowski, Michail Wladimirowitsch Jurowski, Eri Klas, Fabio Luisi, Neville Marriner, Claudio Scimone, Juri Chatujewitsch Temirkanow, Dietrich Fischer-Dieskau, Mstislaw Leopoldowitsch Rostropowitsch.
Konstantin Lifschitz gibt Meisterkurse in der ganzen Welt und unterrichtet seit 2008 eine eigene Klasse an der Musikhochschule Luzern. In der Schweiz nahm er die schweizerische Staatsbürgerschaft an. Er lebt bei Luzern.

### Kammermusiker
Kammermusik spielt er mit Streichquartetten und Solisten wie Gidon Kremer, Dmitri Sitkowetski, Patricia Kopatchinskaja, Leila Josefowicz, Mischa Maisky, Lynn Harrell, Carolin Widmann, Bella Davidovich, Valery Afanassiev, Natalia Gutman, Jörg Widmann, Sol Gabetta, Alexei Wolodin, Daishin Kashimoto, Maxim Vengerov, Rostropowitsch († 2007) und Eugene Ugorski (* 1989).

### Dirigent
Als Dirigent hat Lifschitz verschiedene Orchester und den Gabrielichor geleitet.
Orchester
- St. Christopher Kammerorchester Vilnius
- Kammerphilharmonie Wernigerode
- Kammerorchester Arpeggione Hohenems
- Dalarna Sinfonietta Falun
- Lux Aeterna Budapest
- I Solisti di Napoli Neapel
- Neujahreskonzert Langnau in Emmental
- Stuttgarter Kammerorchester
- Moskauer Virtuosen
- Century Orchestra Osaka

## Festivals
- Rheingau Musik Festival[6]
- Miami International Piano Festival[7]
- Lucerne Festival
- Schleswig-Holstein Musik Festival
- Bodenseefestival
- Weiße Nächte Festival, Sankt Petersburg
- George Enescu Festival, Bukarest
- Newport Festival
- Sommerliche Musiktage Hitzacker
- Tivoli Festival Kopenhagen
- Festival "Nuits pianistiques" d’Aix-en-Provence
- SoNoRo Internationales Kammermusik Festival, Bukarest[8]

## CD-Einspielungen
- Musikalisches Opfer, Drei Toccatas von Girolamo Frescobaldi und Präludium und Fuge Es-Dur BWV 552
- Das Wohltemperierte Klavier (DVD)
- Gottfried von Einem, Klavierkonzert
- 2. Klavierkonzert (Brahms)
- Die Kunst der Fuge (2009)
- Bachs sieben Klavierkonzerte mit dem Stuttgarter Kammerorchester
- 18. Klavierkonzert (Mozart) (2012)

Die gesamte Liste findet sich auf der Webseite von Konstantin Lifschitz.

## Widmungswerke
- James Bolle, Klavierkonzert[10]
- Wladimir Rjabow, Vier Chromatische Etüden[11]
- Jakov Jakoulov, Karussell[12]
- Boris Yoffe, Muse der Demut
- Rahel Senn, Song of a Magnolia[13]
- Denis Burstein, Variations[14]
- Inna Zhvanetskaya, Tanzsuite (Partita)[15]
- Nimrod Borenstein: Melancholic Mobile (No. 3 aus Reminiscences of Childhood)
- Colette Mourey: Eaux-Fortes, No. 6: Une promenade (spirituelle) à Rome

## Ehrungen
- Echo (Musikpreis) für das Debütalbum mit Werken von Werken von Bach, Schumann, Medtner und Skrjabin (1995)
- Grammy Award Nomination für die Goldberg-Variationen (1996)
- Associate, dann Fellow der Royal Academy of Music
- Preis des Rowena Reed Kostellow Fund (New York)
- Hl. Sergius (Moskau)